# Inna texana
Inna texana är en skalbaggsart som beskrevs av Schaeffer. Inna texana ingår i släktet Inna och familjen jordlöpare. Inga underarter finns listade i Catalogue of Life.